# Erioptera (Erioptera) alboguttata
Erioptera (Erioptera) alboguttata is een tweevleugelige uit de familie steltmuggen (Limoniidae). De soort komt voor in het Oriëntaals gebied.